# サード・デイ 〜祝祭の孤島〜
『サード・デイ 〜祝祭の孤島〜』（サードデイ しゅくさいのことう、原題: The Third Day）は、2020年に放送されたイギリス・アメリカ合作のテレビドラマシリーズ。3つの季節に謎の島での男女を描く。製作総指揮はブラッド・ピット、デデ・ガードナー、ジェレミー・クライナーほか。出演はジュード・ロウ、キャサリン・ウォーターストン、ナオミ・ハリスなど。
アメリカでは2020年9月14日からHBOで放送が開始され、イギリスでは9月15日にSky Atlanticで放送された。第2部の「Autumn」は12時間生放送のスペシャル番組となっている。日本では2020年12月19日からスターチャンネルで日本語字幕版が配信される。

## あらすじ
謎の島にやってきた男女。3つの季節におこる出来事はやがて繋がっていく。

## キャスト

### メイン
サム
演 - ジュード・ロウ
ジェス
演 - キャサリン・ウォーターストン
Larry
演 - ジョン・ダグリーシュ
ジェイソン
演 - マーク・ルイス・ジョーンズ
Epona
演 - ジェシー・ロス
The Father
演 - リチャード・ブレマー
ミスター・マーティン
演 - パディ・コンシダイン
ミセス・マーティン
演 - エミリー・ワトソン
Kail
演 - フレイヤ・アーラン
Professor Mimir
演 - ボルイェ・ルンドベリ
Veronica
演 - フローレンス・ウェルチ
The Cowboy
演 - ポール・ケイ
ヘレン
演 - ナオミ・ハリス
エリー
演 - ニコ・パーカー
タルーラ
演 - シャーロット・ゲアドナー・ミヘル

## エピソード
| Part 1: Summer |                                |                           |                                              |                |       |
| 1              | "１日目" "Friday – The Father" | Marc Munden               | Dennis Kelly                                 | 2020年9月14日  | 0.207 |
| 2              | "Saturday – The Son"           | Marc Munden               | Dennis Kelly                                 | 2020年9月21日  | 0.183 |
| 3              | "Sunday – The Ghost"           | Marc Munden               | Dennis Kelly                                 | 2020年9月28日  | 0.144 |
| Part 2: Autumn |                                |                           |                                              |                |       |
| Special        | "Autumn"                       | Felix Barrett Marc Munden | Felix Barrett & Kath Duggan & Emily Mytton   | 2020年10月3日  | –     |
| Part 3: Winter |                                |                           |                                              |                |       |
| 4              | "Monday – The Mother"          | Philippa Lowthorpe        | Kit de Waal & Dean O'Loughlin & Dennis Kelly | 2020年10月5日  | 0.106 |
| 5              | "Tuesday – The Daughter"       | Philippa Lowthorpe        | Kit de Waal & Dean O'Loughlin & Dennis Kelly | 2020年10月12日 | 0.167 |
| 6              | "Last Day – The Dark"          | Philippa Lowthorpe        | Dennis Kelly                                 | 2020年10月19日 | 0.174 |

## 製作
2019年6月、本作の製作とジュード・ロウを主役にキャスティングしたことが発表された。2019年7月にイギリスでシリーズの撮影が開始された。

## 放送
当初、2020年5月11日にアメリカはHBOで、イギリスは5月12日にSky Atlanticで放送される予定だった。しかし、新型コロナウイルスの流行により延期され、アメリカでは9月14日、イギリスでは9月15日に放送が開始された。
「Summer」と「Winter」の最初のエピソードは、2020年9月11日にトロント国際映画祭のプライムタイム部門の一部としてプレミア上映された。
2020年10月3日、「Autumn」のライブイベントがイギリスのSky Artsで生放送され、スカイUKとHBOのFacebookページで無料でストリーミング配信された。それは12時間の生放送番組で「没入型の大規模な演劇イベント」のような内容となっており、カットなしの連続テイクで放送された。

## 評価

### 批評
本作は批評家から好意的な評価を受けている。批評集積サイトのRotten Tomatoesに41件のレビューがあり、批評家支持率は76%、平均点は10点満点で7.03点となっている。また、Metacriticには15件のレビューがあり、加重平均値は68/100となっている。